# Lucy Shapiro
Lucille Shapiro (Nova Iorque, 16 de julho de 1940) é uma biologista do desenvolvimento estadunidense. É professora da Universidade Stanford.

## Condecorações (seleção)
- 1988 membro da Associação Americana para o Avanço da Ciência[1]
- 1992 membro da Academia de Artes e Ciências dos Estados Unidos[2]
- 1994 membro da Academia Nacional de Ciências dos Estados Unidos
- 2003 membro da American Philosophical Society[3]
- 2005 Prêmio Selman A. Waksman de Microbiologia da Academia Nacional de Ciências dos Estados Unidos[4]
- 2007 Keith R. Porter Lecture
- 2009 Prêmio Internacional da Fundação Gairdner[5]
- 2011 Medalha Nacional de Ciências
- 2012 Prêmio Louisa Gross Horwitz
- 2014 Prêmio Pearl Meister Greengard